# Sveta Ava
Sveta Ava je rimokatolička svetica i benediktinka. Kći je kralja Pipina Akvitanskog. Od rođenja je bila slijepa, ali ju je izliječio sveti Rainfred. Oko 845. je postala benediktinska opatica u Hainautu, danas u Belgiji.
Njezin blagdan je 29. travnja.